# Bergün
För den tidigare kretsen med samma namn, se Bergün (krets).
Bergün (tyska) eller Bravuogn (rätoromanska), officiellt Bergün/Bravuogn, är en ort och tidigare kommun i region Albula i den schweiziska kantonen Graubünden som från och med 2018 ingår i kommunen Bergün Filisur.
Den tidigare kommunen omfattar övre delen av Albuladalen, och har två stationer på Albulabanan. De flesta invånarna bor i centralorten Bergün. Ytterligare några mindre byar finns, bland annat Latsch och Stugl, som var egna kommuner fram till 1912 respektive 1921, samt Preda.

## Språk
Det traditionella språket är det rätoromanska idiomet surmiran, som här talas i en särskild dialekt kallad "bargunsegner", och har vissa inslag av puter (idiomet i det angränsande Övre Engadin). 
Traditionellt har man dock i Bergün använt puter som skriftspråk: Förr hade surmiran nämligen ingen egen fast skriftlig språknorm, så de katolska rätoromanerna i Albula använde sig mestadels av sursilvan i skrift, medan man i Bergün och Filisur, som övergick till reformert kristendom i slutet av 1500-talet, upplevde en kulturell gemenskap med det likaledes reformerade Övre Engadin och föredrog deras skriftspråk. Det uppfattades som "reformert", till skillnad från det "katolska" surselviska skriftspråket.
Surmiran fick sitt eget skriftspråk först omkring sekelskiftet 1900, och antogs i de flesta skolor i distriktet, men Bergün bibehöll puter. Under 1900-talet började rätoromanskan trängas undan mer och mer på bekostnad av tyska, som efter 1950 är majoritetsspråk. 1983 hade två tredjedelar av befolkningen tyska som modersmål, och då infördes det som undervisningsspråk i skolan - dock med två veckotimmars undervisning i puter under årskurs 1-2. Vid senaste folkräkningen (2000) angav var fjärde invånare att de använde rätoromanska, medan endast var tionde angav det som huvudspråk. 

## Religion
Bergün reformerades i slutet av 1500-talet, men i modern tid har en betydande katolsk minoritet uppstått, som sedan 1958 har en egen kyrka.